# Marcador molecular
Un marcador molecular es una molécula contenida dentro de una muestra tomada de un organismo (marcadores biológicos) u otra materia. Se puede usar para revelar ciertas características sobre la fuente respectiva. El ADN, por ejemplo, es un marcador molecular que contiene información sobre trastornos genéticos, genealogía y la historia evolutiva de la vida. Se utilizan regiones específicas del ADN (marcadores genéticos) para diagnosticar el trastorno genético autosómico recesivo, fibrosis quística, afinidad taxonómica (filogenética) e identidad (código de barras del ADN). Además, se sabe que las formas de vida arrojan químicos únicos, incluido el ADN, al medio ambiente como evidencia de su presencia en un lugar en particular. Otros marcadores biológicos, como las proteínas, se utilizan en pruebas de diagnóstico para trastornos neurodegenerativos complejos, como la enfermedad de Alzheimer. Los marcadores moleculares no biológicos también se usan, por ejemplo, en estudios ambientales.

## Marcadores genéticos
En genética, un marcador molecular (identificado como marcador genético) es un fragmento de ADN que está asociado con una determinada ubicación dentro del genoma. Los marcadores moleculares se usan en biología molecular y biotecnología para identificar una secuencia particular de ADN en un conjunto de ADN desconocido. 

### Tipos de marcadores genéticos
Existen muchos tipos de marcadores genéticos, cada uno con limitaciones y fortalezas particulares. Dentro de los marcadores genéticos hay tres categorías diferentes: "Marcadores de primera generación", "Marcadores de segunda generación" y "Marcadores de nueva generación". Estos tipos de marcadores también pueden identificar el dominio y el dominio conjunto dentro del genoma. Identificar el dominio y el dominio conjunto con un marcador puede ayudar a identificar heterocigotos de los homocigotos dentro del organismo. Los marcadores codominantes son más beneficiosos porque identifican más de un alelo, lo que permite a alguien seguir un rasgo particular a través de técnicas de mapeo. Estos marcadores permiten la amplificación de una secuencia particular dentro del genoma para comparación y análisis. 
Los marcadores moleculares son efectivos porque identifican una gran cantidad de enlaces genéticos entre ubicaciones identificables dentro de un cromosoma y pueden repetirse para su verificación. Pueden identificar pequeños cambios dentro de la población de mapeo permitiendo la distinción entre una especie de mapeo, permitiendo la segregación de rasgos e identidad. Identifican ubicaciones particulares en un cromosoma, lo que permite la creación de mapas físicos. Por último, pueden identificar cuántos alelos tiene un organismo para un rasgo particular (bi alélico o polialélico).
| Lista de marcadores                               | Acrónimo |
| ------------------------------------------------- | -------- |
| Polimorfismo restricción longitud del fragmento   | RFLP     |
| ADN polimórfico amplificado al azar               | RAPD     |
| Polimorfismo de longitud de fragmento amplificado | AFLP     |
| Repetición en tándem de número variable           | VNTR     |
| Polimorfismo oligonucleotídico                    | OP       |
| Polimorfismo de nucleótido simple                 | SNP      |
| Cebadores asociados específicos de alelo          | ASAP     |
| Repeticiones etiquetadas con secuencia inversa    | ISTR     |
| Polimorfismo amplificado entre retrotransposones  | IRAP     |

Los marcadores genómicos, como se mencionó, tienen fortalezas y debilidades particulares, por lo que es necesario tener en cuenta y conocer los marcadores antes de usarlos. Por ejemplo, un marcador RAPD es dominante (identificando solo una banda de distinción) y puede ser sensible a resultados reproducibles. Esto normalmente se debe a las condiciones en que se produjo. Los RAPD se usan también bajo el supuesto de que dos muestras comparten un mismo lugar cuando se produce una muestra. Diferentes marcadores también pueden requerir diferentes cantidades de ADN. Los RAPD solo pueden necesitar 0.02ug de ADN, mientras que un marcador RFLP puede requerir 10ug de ADN extraído para producir resultados identificables. Actualmente, los marcadores SNP han resultado ser una herramienta potencial en los programas de mejoramiento en varios cultivos.

## Mapeo de marcadores genéticos
El mapeo molecular ayuda a identificar la ubicación de marcadores particulares dentro del genoma. Hay dos tipos de mapas que pueden crearse para el análisis de material genético. Primero, hay un mapa físico que ayuda a identificar la ubicación de dónde se encuentra en un cromosoma, así como en qué cromosoma se encuentra. En segundo lugar, hay un mapa de enlace que identifica cómo genes particulares están vinculados a otros genes en un cromosoma. Este mapa de enlace puede identificar distancias de otros genes utilizando (cM) centiMorgans como unidad de medida. Los marcadores codominantes pueden usarse en el mapeo, para identificar ubicaciones particulares dentro de un genoma y pueden representar diferencias en el fenotipo. La vinculación de marcadores puede ayudar a identificar polimorfismos particulares dentro del genoma. Estos polimorfismos indican ligeros cambios dentro del genoma que pueden presentar sustituciones de nucleótidos o reordenamiento de la secuencia. Al desarrollar un mapa, es beneficioso identificar varias distinciones polimórficas entre dos especies, así como identificar una secuencia similar entre dos especies. 

## Aplicación en ciencias de las plantas
Cuando se usan marcadores moleculares para estudiar la genética de un cultivo en particular, debe recordarse que los marcadores tienen restricciones. Primero se debe evaluar cuál es la variabilidad genética dentro del organismo que se está estudiando. Analizar cómo identificable secuencia genómica particular, cerca o en genes candidatos. Se pueden crear mapas para determinar distancias entre genes y diferenciación entre especies.
Los marcadores genéticos pueden ayudar en el desarrollo de nuevos rasgos novedosos que se pueden poner en producción en masa. Estos rasgos novedosos se pueden identificar utilizando marcadores moleculares y mapas. Rasgos particulares como el color pueden ser controlados por unos pocos genes. Los rasgos cualitativos (requiere menos de 2 genes), como el color, se pueden identificar utilizando MAS (selección asistida por marcadores). Una vez que se encuentra un marcador deseado, se puede seguir dentro de diferentes generaciones filiales. Un marcador identificable puede ayudar a seguir rasgos particulares de interés cuando se cruza entre diferentes géneros o especies, con la esperanza de transferir rasgos particulares a la descendencia. 
Un ejemplo del uso de marcadores moleculares para identificar un rasgo particular dentro de una planta es el tizón de la cabeza de Fusarium en trigo. El tizón de la cabeza del fusarium puede ser una enfermedad devastadora en los cultivos de cereales, pero ciertas variedades o descendientes o variedades pueden ser resistentes a la enfermedad. Esta resistencia es inferida por un gen particular que puede seguirse usando MAS (selección asistida por marcadores) y QTL (loci de rasgos cuantitativos). Los QTL identifican variantes particulares dentro de fenotipos o rasgos y típicamente identifican dónde está ubicado el GOI (Gen de interés). Una vez realizada la cruza, se puede tomar una muestra de la descendencia y evaluarla para determinar qué descendencia heredó los rasgos y qué descendencia no. Este tipo de selección se está volviendo más beneficioso para los criadores y agricultores porque está reduciendo la cantidad de pesticidas, fungicidas e insecticidas. Otra forma de insertar un GOI es a través de la transmisión mecánica o bacteriana. Esto es más difícil pero puede ahorrar tiempo y dinero. 

### Aplicaciones de marcadores en la cría de cereales
1. Evaluar la variabilidad de las diferencias y características genéticas dentro de una especie.
2. Identificación y huella digital de genotipos.
3. Estimación de distancias entre especies y crías.
4. Identificación de la ubicación de los QTL.
5. Identificación de la secuencia de ADN de genes candidatos útiles[13]

### Aplicación
Tiene 5 aplicaciones en pesca y acuicultura: 
1. Identificación de especies
2. Estudio de la variación genética y la estructura de la población en poblaciones naturales.
3. Comparación entre poblaciones silvestres y de criadero
4. Evaluación del cuello de botella demográfico en la población natural
5. marcadores de cría asistida

## Aplicación Sanitaria
Los marcadores moleculares desempeñan un papel crucial en la detección de enfermedades genéticas, permitiendo identificar mutaciones específicas asociadas a diversas patologías hereditarias. Además, son fundamentales en la medicina personalizada, ya que facilitan la adaptación de tratamientos médicos basados en el perfil genético individual del paciente, optimizando la eficacia terapéutica y minimizando efectos secundarios.

## Marcadores bioquímicos
Los marcadores bioquímicos son generalmente el marcador de proteínas. Estos se basan en el cambio en la secuencia de aminoácidos en una molécula de proteína. El marcador proteico más importante es la aloenzima. Las aloenzimas son formas variantes de una enzima que están codificadas por diferentes alelos en el mismo locus y estas aloenzimas difieren de una especie a otra. Entonces, para detectar la variación se utilizan aloenzimas. Estos marcadores son marcadores de tipo i. 
Ventajas:
- Marcadores co-dominantes.
- Menos precio.

Desventajas:
- Requerir información previa.
- Bajo poder de polimorfismo.

Aplicaciones:
- Mapeo de enlaces.
- Estudios de población.